# تيم بيكمان
تيم بيكمان (بالإنجليزية: Tim Beckman)‏ هو لاعب كرة قدم أمريكية أمريكي، ولد في 19 يناير 1965 في بيريا في الولايات المتحدة.